# 鮑氏反應系列
鮑氏反應系列（英語：Bowen's reaction series）在地質學中用於描述岩漿冷卻時各種礦物在不同溫度、壓力下結晶的情況。鮑氏反應系列由岩石學家诺曼·L·鲍温提出，以解釋為何火成岩中某些種類的礦物常一起出現，其他的則不會。在1920、30年代的一系列實驗中，他將各種火成岩粉末加熱熔化，再逐步冷卻來觀察礦物的生成，最後歸納出此結果。鮑氏反應系列在解釋岩漿冷卻、分異與火成岩形成時很重要。

## 概述

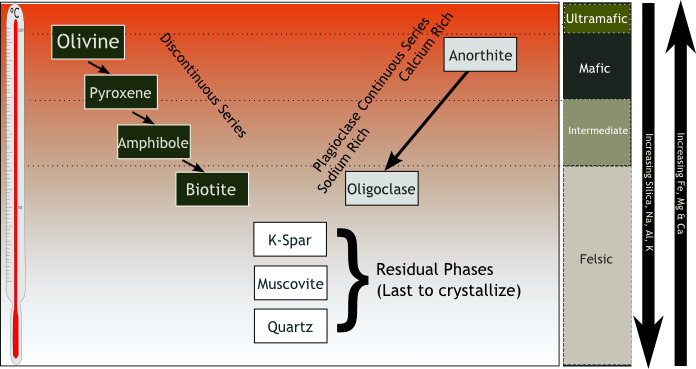
鮑氏反應系列

该反应系列可被分为连续及不连续的两支。在右图中，右边一支为连续反应系列，左边一支则为不连续反应系列。图中靠上方的矿物结晶温度较高；因图中温度由上而下逐渐降低，故高温结晶的矿物会出现在该图上部，而低温结晶的矿物会出现在该图下部。因为地球表面相对于岩石形成的区域是低温环境，该图亦可用来表示这些矿物在地表的稳定性：一般说来，该图底部的矿物在地表状态下最稳定，而顶部的矿物最易风化。这是因为矿物在接近其形成条件的环境下最稳定。简单来说，高温矿物首先会在岩浆中结晶，但是因为地表的温度相对其结晶的温度差别较大，所以高温矿物在地表最不稳定，也最易风化。相比而言，地表与低温矿物形成的环境类似，因而低温矿物在地表也更加稳定。

## 外部連結
- Bowen's Reaction Series, John J. Thomas, Fairly Simple Geology Exercises for Students and Their Teachers.
- Bowen's Reaction Series[永久], GeoDiscoveries Animation.（Flash）